# Delphine Gigoux-Martin
Delphine Gigoux-Martin, née en 1972 à Clermont-Ferrand, est une artiste plasticienne française.

## Biographie
Née en 1972 d'un père enseignant à l'école supérieure d'art de Clermont-Ferrand et d'une mère institutrice, Delphine Gigoux-Martin étudie l'histoire de l'art et l'archéologie à l'Université Blaise-Pascal.
Parallèlement à son travail d'artiste, elle enseigne à l'école supérieure d'art des Pyrénées de 2007 à 2013 puis à l'École nationale supérieure d'art et design de Limoges à partir de 2014.
En 2013, dans le cadre d’une bourse de recherche du CNAP, elle réalise un voyage au Brésil où elle part à la rencontre de rituels et d’histoires sociales en rapport avec l’animal.
En 2014, elle collabore avec le chef Yves Camdeborde pour une performance-dînatoire au musée de la Chasse à Paris, où elle met en scène un repas servi dans la carcasse d'un taureau, ce dernier étant un réceptacle empli de mets, que l’on découvre lorsque le chef retire le dos de l’animal.
En 2016, elle réhabilite la fontaine du Monastère de Ségriès, dans les Alpes-de-Haute-Provence, dans le cadre du programme Nouveaux commanditaires mandaté par la Fondation de France, projet qui s’articule autour d’interrelations poétiques portées par le lieu en y développant un fonds marin onirique conçu en porcelaine.
En 2017, elle participe à l'exposition Herstory, des archives à l’heure des postféministes, des entretiens filmés à la maison des arts, centre d’art contemporain de Malakoff.
Cette même année, elle rejoint le réseau Documents d'artistes Auvergne-Rhône-Alpes.
En 2018, elle obtient le prix Découvert à Arles.
Delphine Gigoux-Martin est invitée en résidence en 2019 à Hangzhou, en Chine. Elle décroche également une commande publique pour intervenir sur le barrage de Saint-Etienne-Cantalès, dans le département du Cantal, avec son projet Aster.
L'artiste est sélectionnée pour le Prix Drawing Now en 2021.
En 2022, son œuvre La Constellation Cazalis, produite avec le soutien de l'École nationale supérieure d'art et de design de Limoges, est installée à Cazalis, en Gironde et devient l'œuvre n°26 du parcours de la Forêt d'art contemporain, dans le cadre de la programmation de Jean-François Dumont .

## Démarche artistique
Le travail artistique de Delphine Gigoux-martin se déploie sous la forme d’installations, de dessins, de vidéos et de sculptures où les questions de la nature et de l'animalité sont très présentes « dans la tentative de donner un sens à l’absurde dans le ré-enchaînement des images et la reconstitution d’un récit ».
Aussi son propos plastique « nous confronte à nos rapports ambigus avec la nature, l'animalité et la mort ».
L'artiste développe un discours empreint de dérision, par l'usage de la taxidermie, questionne le rapport à l'image et au réel. 